# 中国農業大学体育館
中国農業大学体育館 (ちゅうごくのうぎょうだいがくたいいくかん、簡体字: 中国农业大学体育馆, 繁体字: 中國農業大學體育館, ピン音: Zhōngguó Nóngyè Dàxué Tǐyùguǎn) は、北京の中国農業大学キャンパス内に位置する屋内アリーナである。北京オリンピックでは、レスリングの会場となった。体育館の屋根は少しずつずらして設けられており、階段のような設計となっている。
体育館は、23,950㎡を占めており、定員は8,200人から6,000人である。オリンピック後は、中国農業大学の学生のために、スポーツ複合施設へと変えられる。
建設は、2005年前半に始まり、2007年7月に終了した。